# Villalgordo del Marquesado
Villalgordo del Marquesado è un comune spagnolo di 115 abitanti situato nella comunità autonoma di Castiglia-La Mancia.